# Afst
Afst est un hameau de la commune belge de Bullange située en Communauté germanophone de Belgique dans la province de Liège en Région wallonne.
Avant la fusion des communes de 1977, Afst faisait partie de la commune de Manderfeld.

## Situation et description
Dans un environnement de prairies, Afst se trouve sur le versant en pente douce du petit ruisseau Schmidtsbach, un affluent de l'Our. Il se trouve entre le hameau de Berterath situé au nord-ouest et le petit village de Krewinkel situé au sud tandis que la frontière allemande se trouve à environ 1 700 m. Le hameau est bien protégé des vents dominants par la présence de la colline de Petersberg culminant à l'altitude de 560 m.
L'habitat, assez groupé, est principalement constitué de fermes et fermettes le plus souvent blanchies.
Une petite croix de pierre se dresse au centre du hameau.